# Relations entre la Bretagne et l'Irlande
Les relations entre la Bretagne et l'Irlande s'inscrivent dans le cadre des relations entre la France et l'Irlande, et sont actives principalement dans les domaines religieux au haut Moyen Âge, puis économiques à partir du XVe siècle et culturels depuis le milieu du XIXe siècle. Elles sont notamment actives dans le cadre du panceltisme.

## Histoire

### La Bretagne comme terre de passage des moines irlandais à partir duVIesiècle
Le christianisme irlandais commence à étendre son influence au-delà de son île d'origine au VIe siècle, et des missionnaires irlandais entreprennent leurs activités d'évangélisation sur le continent. La Bretagne est alors leurs premiers point de passage. Saint-Colomban aurait ainsi débarqué près de l'actuelle port de Saint-Malo en 590. Plusieurs de ces missionnaires irlandais ont par la suite intégrés l'hagiographie bretonne, et y sont crédités pour la christianisation de la péninsule : Briac, Efflamm, Guigner, Maudez, Rion, Sané, ou encore Ronan.
Ce christianisme a une grande importance dans la façon dont le christianisme local se construit. C'est ainsi jusqu'en 818 la règle de Saint-Colomban qui est suivie dans les abbayes de Landévennec ou de Saint-Gildas de Rhuys (qui prescrit par exemple une tonsure non sur le dessus du crane, mais à l'avant de celui-ci). C'est aussi une version irlandaise du droit canon, le Collectio canonum Hibernensis, qui est recopié dans les monastères bretons. Cette influence est aussi perceptible dans le domaine des arts. Les copistes s'inspirent souvent de la graphie et des enluminures du livre de Kells ou du Livre de Durrow pour leurs propres travaux, comme par exemple l'évangéliaire de Saint-Gatien de Tours, produit en Bretagne au VIIIe siècle.

### La Bretagne comme maillon des importations irlandaises auXIIIesiècle
Quelques échanges commerciaux entre le Bretagne et l'Irlande sont mentionnés dès le milieu du Moyen Âge dans les Vitae de saint Guénolé ou de saint Philibert. Ceux-ci sont cependant très réduits, les deux pays étant alors assez pauvres et peu urbanisés. Le dynamisme du cabotage maritime des bretons du XIVe siècle au XVIe siècle va faire évoluer la situation. Les bretons exportent essentiellement du sel et des toiles, et servent d'intermédiaire pour introduire des productions de La Rochelle et de Bordeaux dans l'île. Les irlandais exportent plus ponctuellement des chevaux de Drogheda, ainsi que des harengs et des poissons salés.
Ce commerce décline cependant dès la fin du XVe siècle. L'Irlande est très pauvre, et n'est qu'une destination sur la route de Bristol et du pays de Galles. Les échanges deviennent de plus en plus épisodiques.

### Une terre d'accueil des immigrés catholiques
La Bretagne devient une des terres d'émigration irlandaise à là partir de la reconquête de l'Irlande par les Tudors dans les premières années du XVIIe siècle. Plusieurs milliers de pauvres, poussés par la famine, arrive dans la région. Une série de décrets locaux sont pris entre 1603 et 1607, puis entre 1625 et 1640, pour contrôler les activités de ces réfugiés, qui se regroupent souvent en de larges bandes et inquiètent les autorités. Certains d'entre eux parviennent néanmoins à s'intégrer dans la société bretonne de l'époque comme prêtres, artisans, brasseurs ou commerçants. Ils commencent parfois à franciser leurs patronymes, comme un certain O'Driscol au Croisic qui devient Adriscol.
La conquête cromwellienne de l'Irlande au milieu du XVIIe siècle provoque le départ de nombreux Irlandais de l'île. Ceux-ci sont souvent plus fortunés que les immigrants de la première vague, et s'intègrent avec leurs familles comme armateurs dans les grandes villes portuaires bretonnes de l'époque comme Saint-Malo, Port-Louis, ou Nantes. D'autres rejoignent parfois les campagnes, et un recensement de ces Irlandais bretons est organisé en 1666. Enfin certains évêques catholiques irlandais s'établissent eux aussi en Bretagne. Ces familles vont rapidement s'intégrer, et des demandes de naturalisation seront encore nombreuses jusqu'au années 1730-1740. Elles peuvent localement jouer un rôle politique important, comme Nicolas Géraldin, originaire de Waterford qui devient maire de Saint-Malo entre 1713 et 1716. Cet afflux va dynamiser les échanges commerciaux entre la Bretagne et l'Irlande, qui vont connaître un apogée entre 1689 et 1691. La victoire des orangistes à la bataille de la Boyne en 1690, puis la série de guerres que se livrent français et britanniques entre 1690 et 1815 va presque totalement faire cesser ces échanges, en dehors de quelques activités de contrebande.

### Une redécouverte culturelle auXIXesiècle
Plusieurs intellectuels bretons vont s'intéresser à l'Irlande, via le courant populaire qu'est la celtomanie au début du XIXe siècle. Hersart de La Villemarqué publie la légende celtique en Irlande, en Cambrie, et en Bretagne en 1859, et Ernest Renan se passionne pour la mythologie irlandaise. Anatole Le Braz y effectue un voyage, et y rencontre de nombreuses figures intellectuelles irlandaises comme Douglas Hyde ou John Millington Synge. Georges Dottin, qui est le premier directeur de chaire de celtique de l'université de Rennes publie lui un manuel d'irlandais moyen en 1913. Le pays sert aussi d'inspiration à des artistes bretons comme Jules Verne ou Paul Féval, ce dernier publiant même une série intitulée Les Libérateurs d'Irlande.
Des artistes irlandais se rendent aussi en Bretagne, et notamment des peintres, qui gravitent autour de l'école de Pont-Aven. Ils sont ainsi une vingtaine, entre 1860 et 1914, à peindre des scènes de la région. Certains tels Aloysius O'Kelly (en), Walter Osborne, ou Augustus Nicholas Burke (en) exposent leurs travaux en Irlande dès 1876 et font découvrir la Bretagne à un public plus large. John Millington Synge vient lui aussi en Bretagne, et séjourne deux semaines à Quimper en 1899 ; il produits alors plusieurs articles sur la région pour plusieurs journaux irlandais. Les arts plastiques irlandais influences à leur tour les artistes bretons, et plusieurs membres des Seiz Breur comme James Bouillé ou Jeanne Malivel vont s'inspirer de l'art médiéval irlandais.

### Un exemple politique pour le second Emsav
L'insurrection de Pâques 1916 puis la proclamation de la République irlandaise en 1919 va, selon l'historien Michel Denis « exercer une véritable fascination sur l'Emsav ». Camille Le Mercier d'Erm publie en 1919 Irlande à jamais, odes aux martyrs de 1916. La proclamation d'indépendance de Patrick Pearse est même traduite en breton. Celui-ci est même le sujet d'une biographie que Louis Napoléon Le Roux lui consacre. Ce livre va avoir une influence certaine au sein de la tendance nationaliste de l'Emsav. Le journal Breiz Atao va à plusieurs reprises publier des articles commémorant ces grandes dates de l'indépendance irlandaise. 
C'est aussi en Irlande que vont fuir une quarantaine de cadre nationalistes bretons, poursuivis et condamnés en France pour avoir collaboré avec l'occupant nazi. Célestin Lainé, Raymond Delaporte, ou encore Yann Fouéré vont ainsi s'y installer. Yann Goulet va même occuper une place importante en devenant l'un des sculpteurs officiel de l'État irlandais.

### Une densification des échanges à partir de la seconde moitié duXXesiècle
La mise en place d'échanges entre villes bretonnes et irlandaises à partir des années 1970 va favoriser les échanges entre les deux espaces. Ceci incite la Brittany Ferries, crée à 1972, à ouvrir une première liaison maritime directe en 1978, entre Cork et Roscoff. Si les comités de jumelage fournisse un contingent important de passagers, l'essor économique du Tigre celtique à partir des années 1990 va amener beaucoup de touristes irlandais en Bretagne
Les échanges économiques connaissent un développement notable dans le domaine de l'agroalimentaire. Des bretons s'installent dans différentes région irlandaise, principalement dans le Connemara, pour y développer l'aquaculture et la conchyliculture. Les flottes de pêche bretonne utilisent aussi certains ports irlandais comme base, comme Killybegs et Castletownbere,. Certains modes de consommations se diffusent en Bretagne. Le premier magasin de Comptoir Irlandais ouvre à Brest en 1987. Des pubs ouvrent aussi en Bretagne, donc le Galway Inn ouvert à Lorient en 1982 est un des précurseurs. 

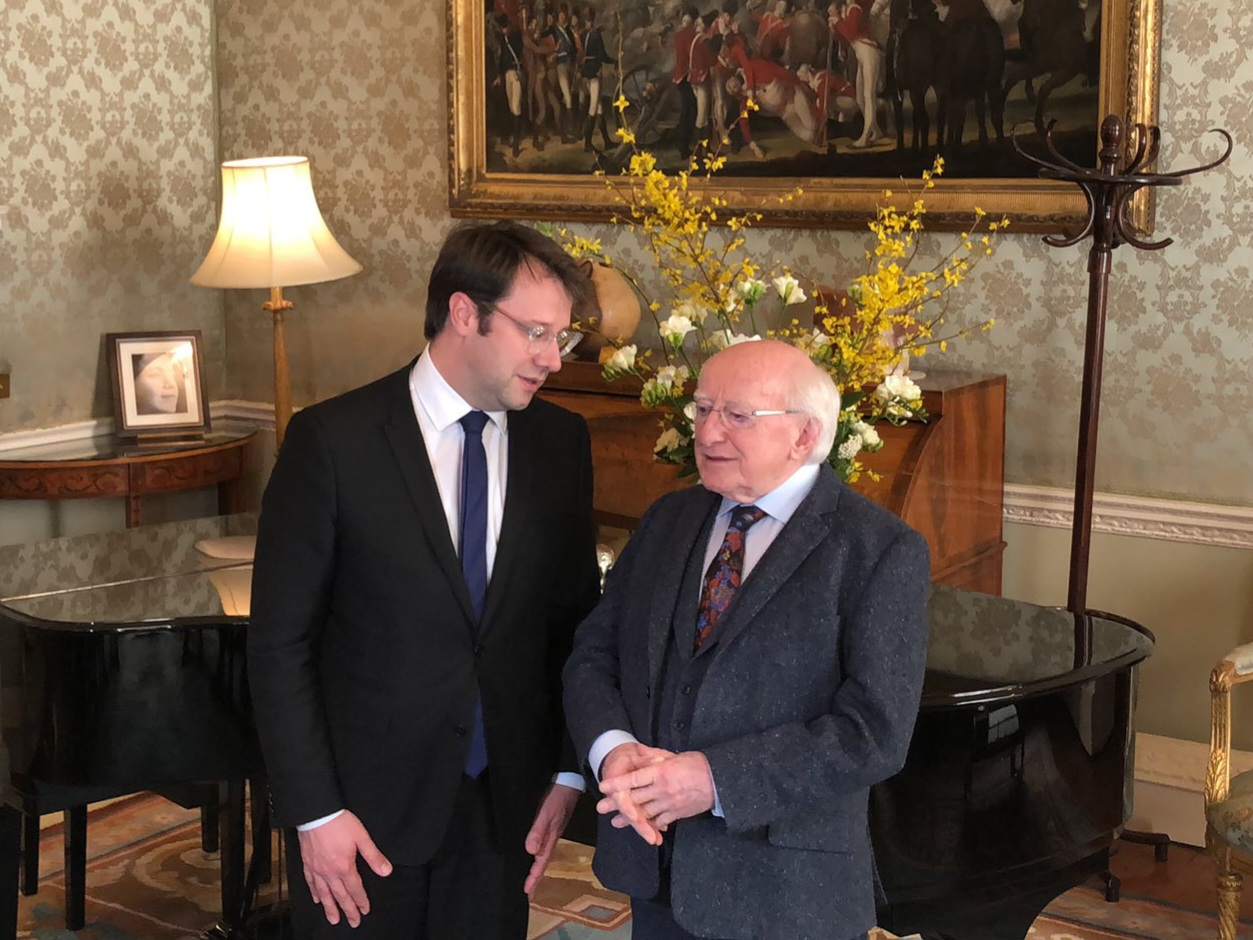
Rencontre entre le président de la région Bretagne Loïg Chesnais-Girard et le président de la république d'Irlande Michael D. Higgins en 2020.

Le domaine musical est aussi concerné. Si des relations sont déjà en place avant les années 1970, celles-ci se densifient à partir de cette décennie. Le festival interceltique de Lorient accueille ainsi tous les étés de nombreux musiciens venus de cette île. Le Fleadh Cheoil, festival de musique populaire irlandais, inspire ainsi à Polig Montjarret la création en 1973 d'un équivalent breton, le Kan ar Bobl. Les Chieftains publient un disque de musique bretonne en 1987, Celtic Wedding, alors qu'Alan Stivell joue lui au National Stadium de Dublin en 1974. Le projet musical l'Héritage des Celtes initié par Dan Ar Braz en 1993 va lui permettre de réunir artistes bretons irlandais pour plusieurs années.

## Jumelages

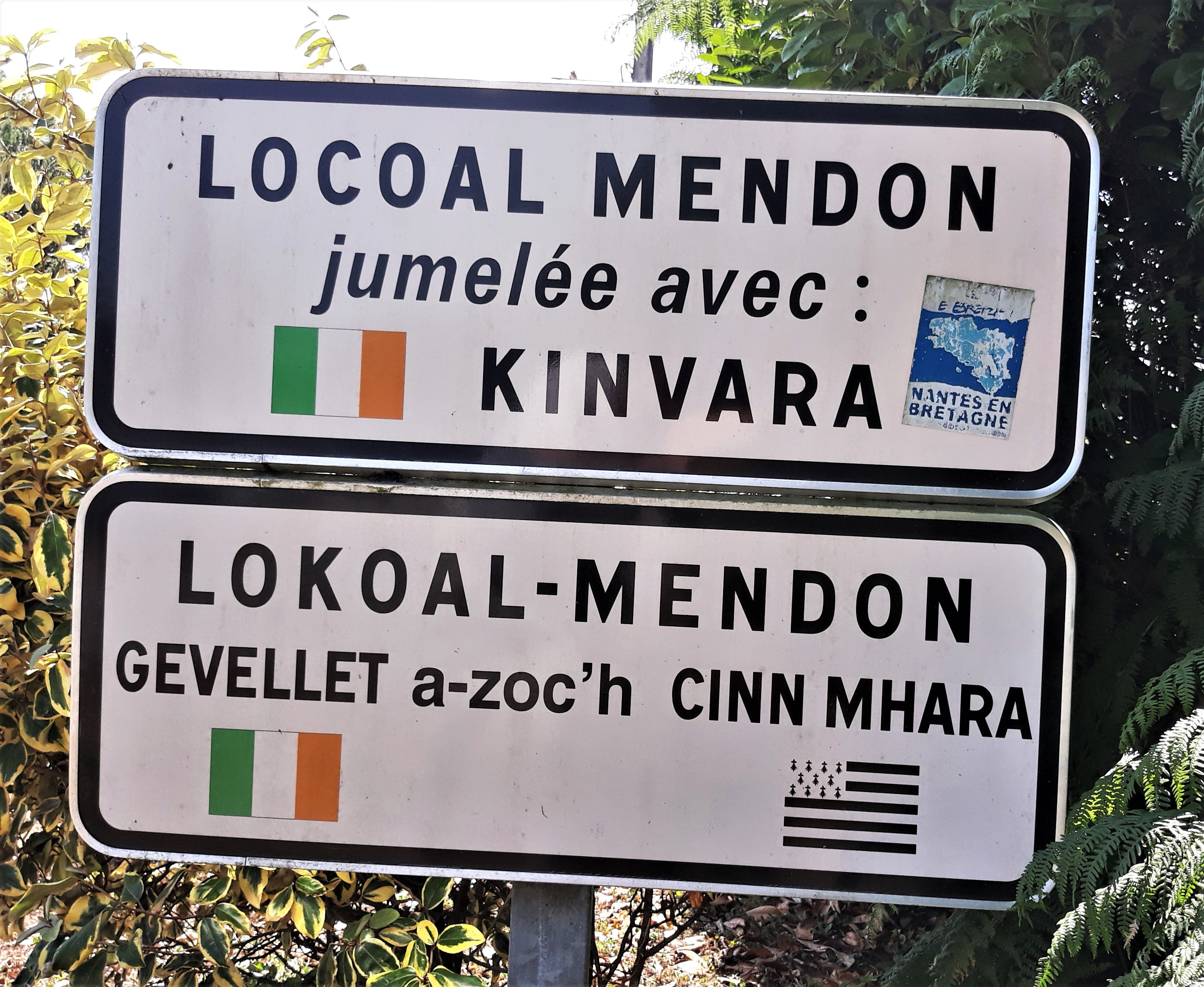
Plaque de jumelage entre Locoal-Mendon et Kinvara.

La Bretagne est de loin la région française qui compte le plus grand nombre de jumelages avec l'Irlande. Elle concentre 98 des 150 échanges recensés. Le plus ancien est mis en place en 1975 entre Lorient et Galway, et le plus récent vit le jour en 2017 entre Sixmilebridge et Nort-sur-Erdre.

## Sources